# Parapercis striolata
Parapercis striolata är en fiskart som först beskrevs av Weber, 1913.  Parapercis striolata ingår i släktet Parapercis och familjen Pinguipedidae. IUCN kategoriserar arten globalt som livskraftig. Inga underarter finns listade i Catalogue of Life.